# AS Libertas Trieste
AS Libertas (wł. Associazione Sportiva Libertas) – włoski klub piłkarski, mający siedzibę w mieście Triest, w północno-wschodniej części kraju, grający w latach 1946–1951 w rozgrywkach Serie C (D3).

## Historia
Chronologia nazw:
- 1945: Associazione Sportiva Libertas

Klub sportowy AS Libertas został założony w miejscowości Triest w 1945 roku. W sezonie 1946/47 zespół debiutował w rozgrywkach Serie C, zajmując czwarte miejsce w grupie I Serie C Nord. W 1951 roku spadł do Promozione Nord (D4), która w następnym sezonie zmieniła nazwę na IV Serie. W 1954 klub zaliczył spadek do Promozione Friuli-Venezia Giulia (D5), która potem nazywała się Campionato Dilettanti Friuli-Venezia Giulia i Prima Categoria Friuli-Venezia Giulia. W sezonie 1961/64 po zajęciu 16.pozycji w grupie B Prima Categoria Friuli-Venezia Giulia został zdegradowany do Seconda Categoria Friuli-Venezia Giulia (D6). Potem występował w niższych klasach mistrzostw.

## Barwy klubowe, strój
|  |  |

Klub ma barwy biało-czarne. Zawodnicy domowe spotkania zazwyczaj grają w białych koszulkach, białych spodenkach oraz czarnych getrach.

## Sukcesy

### Trofea międzynarodowe
Nie uczestniczył w rozgrywkach europejskich (stan na 31-05-2020).

### Trofea krajowe
| \| \| Zdobyte trofea w rozgrywkach Włoch (stan na: 31-08-2020) \| |                                                          |      |          |
| Rozgrywki                                                         | Osiągnięcie                                              | Razy | Sezon(y) |
| · Mistrzostwo                                                     | I miejsce                                                | 0    |          |
| · Mistrzostwo                                                     | II miejsce                                               | 0    |          |
| · Mistrzostwo                                                     | III miejsce                                              | 0    |          |
| · Puchar                                                          | zdobywca                                                 | 0    |          |
| · Puchar                                                          | finalista                                                | 0    |          |
| II liga                                                           | I miejsce                                                | 0    |          |
| II liga                                                           | II miejsce                                               | 0    |          |
| II liga                                                           | III miejsce                                              | 0    |          |
| Włochy                                                            | Zdobyte trofea w rozgrywkach Włoch (stan na: 31-08-2020) |      |          |

- Serie C (D3):
  - wicemistrz (2x): 1947/48 (gr.I), 1948/49 (gr.B)

## Poszczególne sezony

### Rozgrywki międzynarodowe

#### Europejskie puchary
Nie uczestniczył w rozgrywkach europejskich.

### Rozgrywki krajowe
| \| Włochy \| Bilans występów klubu w rozgrywkach piłkarskich Włoch (Stan na 31 sierpnia 2020 r.) \| \| |                                                                                     |        |       |   |   |   |    |    |     |           |        |        |      |
| Poziom                                                                                                 | Rozgrywki                                                                           | Sezony | Mecze | Z | R | P | B+ | B– | Pkt | Lata      | Awanse | Spadki | Naj. |
| I | Serie A                                                                             | 0      |       |   |   |   |    |    |     |           | 0      | 0      |      |
| II | Serie B                                                                             | 0      |       |   |   |   |    |    |     |           | 0      | 0      |      |
| III | Serie C                                                                             | 5      |       |   |   |   |    |    |     | 1945–1951 | 0      | 1      | 2    |
| IV | Promozione Nord, IV Serie                                                           | 3      |       |   |   |   |    |    |     | 1951–1954 | 0      | 1      | 2    |
| V | Promozione, Campionato Dilettanti, Prima Categoria                                  | 10     |       |   |   |   |    |    |     | 1954–1964 | 0      | 1      | 2    |
| | Puchar Włoch                                                                        | 0      |       |   |   |   |    |    |     |           | 0      | 0      |      |
| Włochy                                                                                                 | Bilans występów klubu w rozgrywkach piłkarskich Włoch (Stan na 31 sierpnia 2020 r.) |        |       |   |   |   |    |    |     |           |        |        |      |

## Struktura klubu

### Stadion
Klub piłkarski rozgrywał swoje mecze domowe na Stadio Giuseppe Grezar w mieście Triest o pojemności 6 200 widzów.

### Derby
- AS Edera Trieste
- Chiarbola Ponziana Calcio
- US Triestina Calcio 1918